# Bárdháza
Bárdháza (Bartháza, Barthausen, Barbisti, Barbora) település Ukrajnában, Kárpátalján, a Munkácsi járásban.

## Fekvése
Munkácstól délre, Munkács és Makarja közt fekvő település.

## Etimológia
A Bárdháza helységnév magyar eredetű, előtagja a latin Bartholomeus azaz ’Bertalan’. Személynévből rövidült a Bart, amihez a birtokos személyjel ellátott ház főnév kapcsolódik.

## Története
"Tót falu Bereg Vármegyében, földes Ura Gróf Schönborn, lakosai katolikusok, és ó hitűek, ambár e’ helységnek határja sovány, és malma sintsen, de mivel a’ Munkátsi piatztól tsak egy órányira van, ’s legelője, és mind a’ kétféle fája, makkoltatása is elegendő van, harmadik Osztálybéli."
Az első német falvakkal azonos eredetű település.
A falu 1272-ben már létezett, plébániája is volt, azonban később megszűnt és csak 1773-ban népesedett be újra német telepesekkel. A falu a Schönborn-Buchheim grófi család birtokai közé tartozott, amely a falu Szent Anna templomának a kegyura is volt.
Nagy határa a Szernye-mocsárig terjed. Egykori lakói a mocsárban bőven fellelhető csíkokkal és teknősbékákkal kereskedtek. 1910-ben 1096 lakosából 25 magyar, 489 német, 582 ruszin volt. Ebből 455 római katolikus, 595 görögkatolikus, 46 izraelita volt. A trianoni békeszerződés előtt Bereg vármegye Munkácsi járásához tartozott.
1944-1945 között a településről 118 férfit és 35 nőt hurcoltak el málenkij robotra.